# نریمان کندی
نریمان کندی، روستایی در دهستان انگوت شرقی بخش مرکزی شهرستان انگوت در استان اردبیل ایران است.

## جمعیت
بر پایه سرشماری عمومی نفوس و مسکن در سال ۱۳۹۵، جمعیت این روستا برابر با ۷۹ نفر (۲۲ خانوار) بوده‌است.